# Бринзень (Глоденський район)
Бринзень (рум. Brînzeni) — село у Глоденському районі Молдови. Входить до складу комуни, адміністративним центром якої є село Каменка.

## Населення
За даними перепису населення 2004 року у селі проживала 371 особа.
Національний склад населення села:
| Національність       | Кількість осіб | Відсоток   |
| -------------------- | -------------- | ---------- |
| молдавани румуни     | 354 9          | 95,4% 2,4% |
| росіяни              | 5              | 1,3%       |
| українці             | 2              | 0,5%       |
| інша / без відповіді | 1              | 0,3%       |
| Всього               | 371            | 100%       |